# Serica chinensis
Serica chinensis är en skalbaggsart som beskrevs av Moser 1915. Serica chinensis ingår i släktet Serica och familjen Melolonthidae. Inga underarter finns listade i Catalogue of Life.